# 3568 ASCII
3568 ASCII — астероїд головного поясу, відкритий 17 жовтня 1936 року.
Тіссеранів параметр щодо Юпітера — 3,078.